# Bodzanowice
Bodzanowice (deutsch Botzanowitz, auch Bodschanowitz) ist ein Ort am linken Ufer der Liswarta (Lisswarthe) in der Stadt- und Landgemeinde Olesno (Rosenberg O.S.) im Powiat Oleski der Woiwodschaft Opole (Oppeln) in Polen. Ortsteile von Bedzanowice sind Kiki (Grenzau) und Obłąki (Bogenau).

## Geographie
Bodzanowice liegt rund 16 Kilometer nordöstlich von Olesno (Rosenberg O.S.) und 64 Kilometer nordöstlich von Opole (Oppeln). Östlich grenzt es an die Woiwodschaft Schlesien. Durch den Ort verläuft die Woiwodschaftsstraße Droga wojewódzka 494.
Nachbarorte von Bodzanowice sind im Nordwesten Wichrau (polnisch Wichrów), im Nordosten Podłęże Królewskie, im Südosten Podłęże Szlacheckie und im Westen Neu Karmunkau (Nowe Karmonki).

## Geschichte

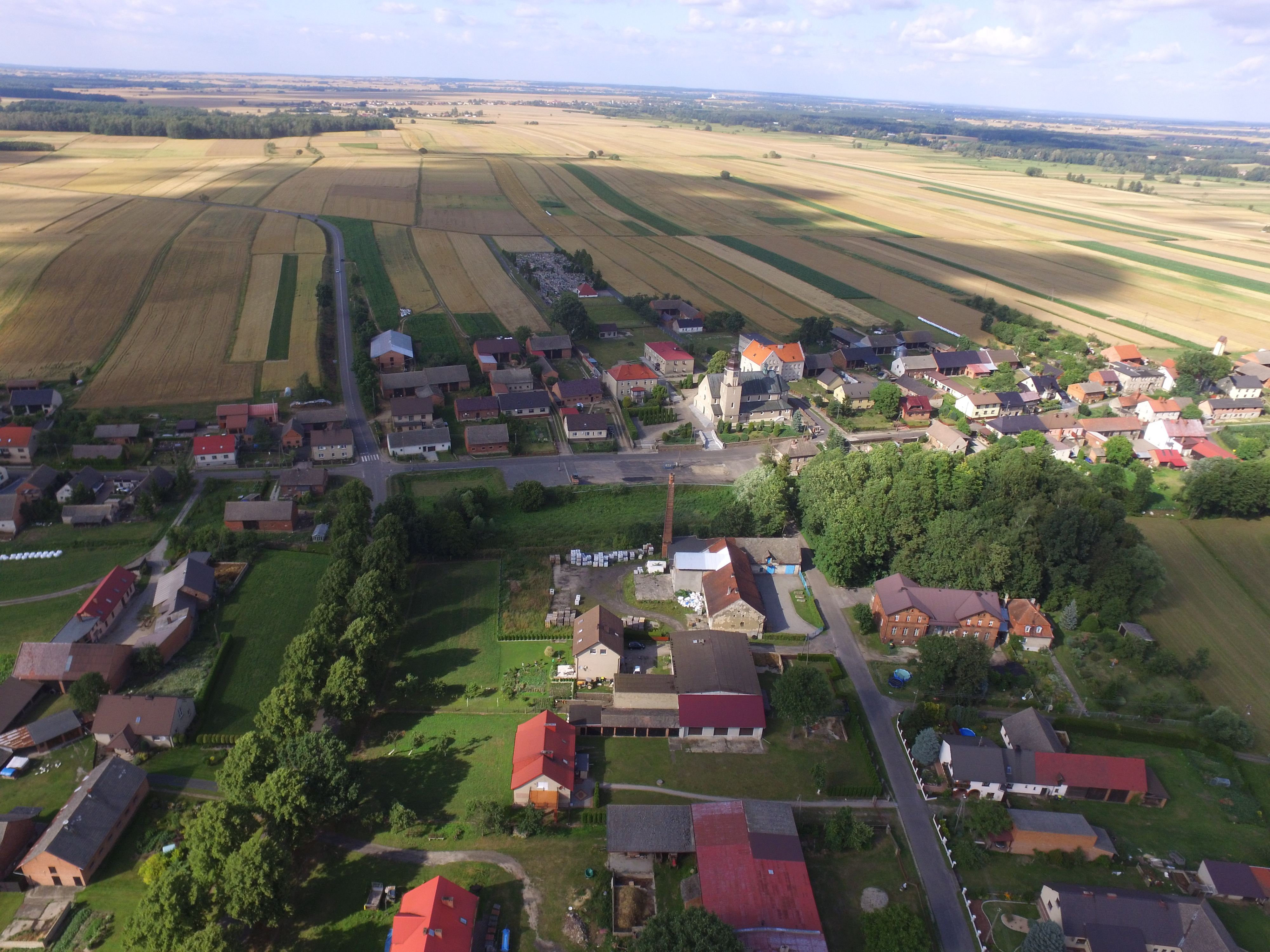
Luftbild

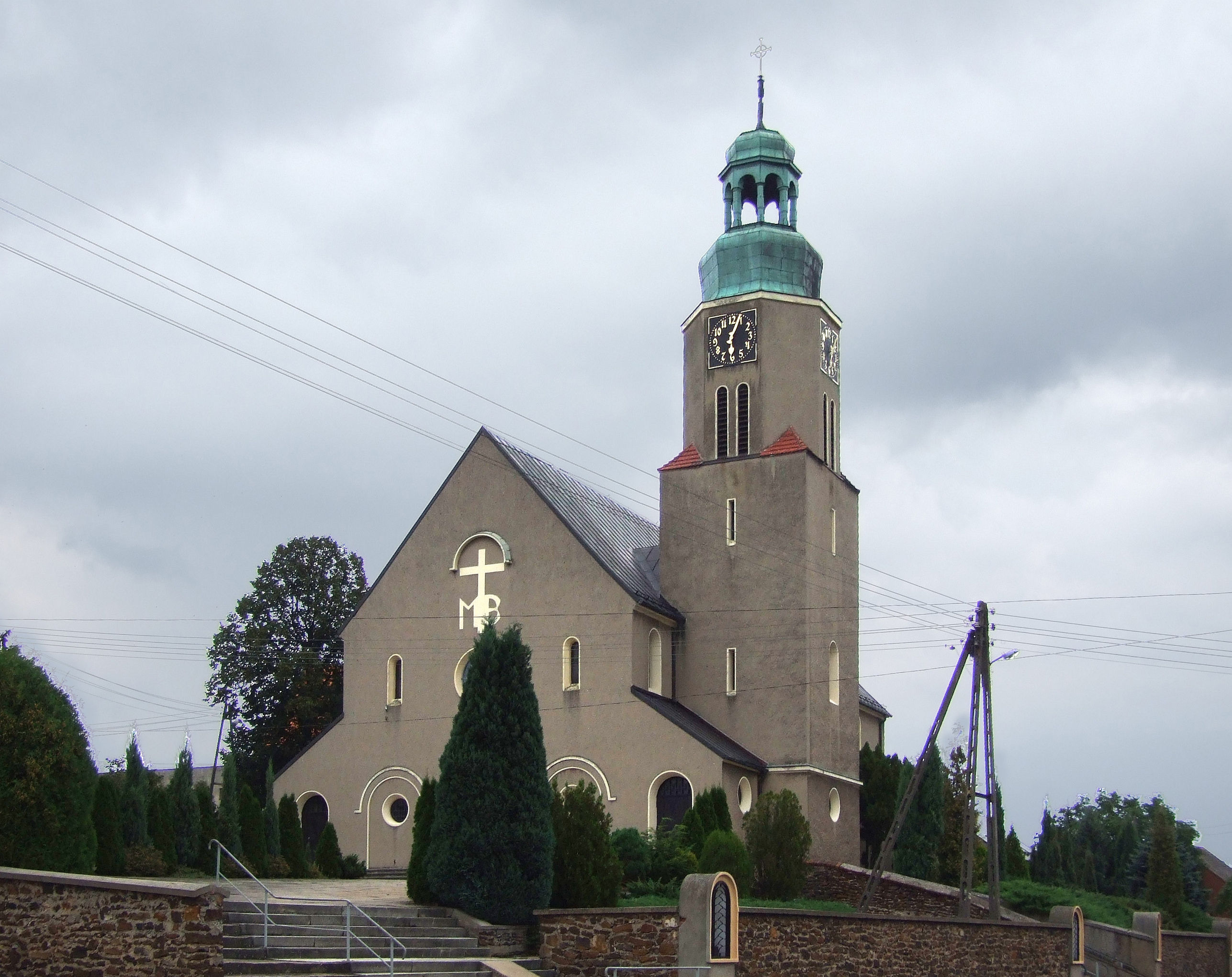
Marienkirche

Der Ort entstand spätestens im 15. Jahrhundert und wurde 1447 erstmals urkundlich erwähnt. Der Ortsname leitet sich vom polnischen Wort „bocian“ (deutsch Storch) ab und bedeutet Storchennest.
Nach dem Ersten Schlesischen Krieg 1742 fiel Botzanowitz mit dem größten Teil Schlesiens an Preußen. Der Ort wurde 1783 in den Beyträge(n) zur Beschreibung von Schlesien als Bodzanowitz erwähnt, gehörte einem Herrn von Skrzidlowsky und lag im Rosenberger Land des Fürstentums Oppeln. Damals hatte er 478 Einwohner, eine katholische Kirche, zwei herrschaftliche Vorwerke, drei Mühlen, ein Pfarr- und Schulhaus, 27 Bauern, 39 Gärtner- und sechs Häuslerstellen.
Nach der Neugliederung der Provinz Schlesien gehörte die Landgemeinde Botzanowitz ab 1816 zum Landkreis Rosenberg O.S., mit dem es bis 1945 verbunden blieb. 1845 bestanden im Dorf eine katholische Pfarrkirche, ein Schloss, ein Vorwerk, eine katholische Schule, eine Brauerei, eine Brennerei, ein Grenzzollamt, zwei Frischfeuer und 144 Häuser. Die Einwohnerzahl lag bei 1176, allesamt katholisch. 1865 bestand Bodzanowitz aus einem Dominium und der Landgemeinde. Der Ort hatte zu diesem Zeitpunkt acht Bauern, 28 Halbbauern, 34 Gärtner, sechs Halbgärtner, 60 Häusler und 56 Einlieger, sowie ein Schloss, zwei Forsthäuser, eine Schule, vier Mühlen, ein Rebenzollamt, zwei Hochöfen, ein Frischfeuer und eine Baumschule. 1874 wurde der Amtsbezirk Bodzanowitz  gebildet, dem die Landgemeinden Bodzanowitz, Kutzoben, Neu Karmunkau, Ulrikendorf-Kolonie und Wichrau sowie den Gutsbezirken Bodzanowitz, Neu Karmunkau und Wichrau eingegliedert wurden. Erster Amtsvorsteher war der Königliche Oberamtmann Wyneken. Ihm folgte Wilhelm von Pannwitz, der Pächter der Domäne. 1885 zählte Botzanowitz 1084 Einwohner.
Bei der Volksabstimmung in Oberschlesien am 20. März 1921 stimmten 629 Wahlberechtigte für einen Verbleib Oberschlesiens bei Deutschland und 239 für eine Zugehörigkeit zu Polen. Auf Gut Schoffschütz stimmten 89 für Deutschland und zwei für Polen. Botzanowitz verblieb nach der Teilung Oberschlesiens beim Deutschen Reich. 1925 lebten 1125, 1933 1464 Einwohner im Ort. Am 27. April 1936 wurde der Ort im Zuge einer Welle von Ortsumbenennungen der NS-Zeit in Grunsruh umbenannt, da dort der Jäger Paul Grun als erster Soldat im Ersten Weltkrieg gefallen war. Am 1. April 1939 wurde die beiden Dörfer Neu Karmen und Windenau in die Gemeinde Grunsruh eingemeindet. 1939 zählte der Ort 2993 Einwohner.
1945 kam der bis dahin deutsche Ort unter polnische Verwaltung und wurde anschließend der Woiwodschaft Schlesien angeschlossen und ins polnische Bodzanowice umbenannt. 1950 wurde es der Woiwodschaft Opole und 1975 der Woiwodschaft Tschenstochau eingegliedert. 1999 kam der Ort zum wiedergegründeten Powiat Oleski und wieder zur Woiwodschaft Opole.

## Sehenswürdigkeiten
- Die Marienkirche aus dem Jahr 1933 ersetzte eine Schrotholzkirche aus dem 17. Jahrhundert. Die alte Kirche wurde 1934–35 nach Cziasnau (Landkreis Guttentag) transloziert. 1985 wurde sie dort durch ein Feuer zerstört.[10]
- Denkmal für die Gefallenen der beiden Weltkriege
- Vorwerk aus dem 19. Jahrhundert[11]

## Vereine
- Freiwillige Feuerwehr OPS Bodzanowice
- Fußballverein KS Bodzanowice

## Persönlichkeiten
- Helmuth von Pannwitz (1898–1947), Generalleutnant
- Jan Walenty Wieczorek (1935–2023), römisch-katholischer Bischof von Gliwice